# كيث تايلور (كاتب خيال علمي)
كيث تايلور (بالإنجليزية: Keith Taylor)‏ هو كاتب خيال علمي أسترالي، ولد في 26 ديسمبر 1946 في تاسمانيا في أستراليا.